# لودویکی (جورجیا)
لودویکی، جورجیا (به انگلیسی: Ludowici, Georgia) یک شهر در ایالات متحده آمریکا با جمعیت ۱٬۷۰۳ نفر است که در جورجیا واقع شده‌است.

## موقعیت جغرافیایی
موقعیت جغرافیایی شهرها و مناطق اطراف به شرح زیر است: